# Берку, Микаэла
Микаэ́ла Бе́рку (ивр. מיכאלה ברקו‎, рум. Michaela Bercu; род. 31 марта 1967 года) — румыно-израильская модель и актриса.

## Юность
Микаэла Берку родилась в Тель-Авиве. Она была единственным ребёнком в семье иммигрантов из Румынии. Её отец родом из Бухареста, а мать родом из Тимишоары. Берку говорит на румынском и венгерском языках. У неё также есть румынское гражданство.

## Карьера
Микаэла начала карьеру модели в 13 лет в тот день, когда мать взяла её с собой к модному фотографу Менахему Озу. Позднее Берку подписала контракт с агентством Elite Model Management.
В 1988 году Микаэла появилась на обложке ноябрьского американского Vogue в украшенной драгоценными камнями футболке от Christian Lacroix и выцветших джинсах. Снимок был сделан на улице при естественном дневном освещении. Это была первая обложка от Анны Винтур с тех пор, как она стала главным редактором журнала, этот снимок означал отказ от формальных традиционных обложек, которых придерживалась её предшественница Грейс Мирабелла. Так же на это обложке впервые была показана модель в джинсах. Микаэла была первой израильской моделью, появившейся на обложке американского Vogue. Позднее Берку появится на обложках французского, итальянского, немецкого и австралийского Vogue, а также на американских, британских, испанских, немецких и шведских обложках Elle, Mademoiselle, L'Officiel, Madame Figaro, Glamour, и Cosmopolitan. В 1990 году Микаэла демонстрировала купальники в журнале Sports Illustrated.
Берку сотрудничала с такими известными брендами, как Blumarine, DKNY, Joseph, Andrew Marc, Rochas, Laurèl, CP Shades, Lord & Taylor, Bloomingdales,L'Oreal, и Revlon.
В 1992 году Микаэла попробовала себя в роли актрисы в фильме Дракула наряду с такими известными актёрами, как Гэри Олдман, Киану Ривз и Моника Белуччи.
В 1994 году она оставила карьеру модели после замужества, но в 1999 году вернулась в модельный бизнес, чтобы рекламировать одежду plus-size.

## Личная жизнь
Берку замужем за бизнесменом Роном Цукерманом. У пары четверо детей.